# Roger Lobo
Rogério Hyndman Lobo CBE  •  JP (Macau, 15 de setembro de 1923 — Hong Kong, 18 de abril de 2015), mais conhecido em Hong Kong por Sir Roger Lobo, foi um empresário, filantropo e político macaense-honconguês de ascendência portuguesa e escocesa, tendo feito carreira política e empresarial em Hong Kong, China.
De nacionalidade britânica, Roger Lobo foi membro da Câmara Municipal (em inglês: Urban Council), do Conselho Executivo e do Conselho Legislativo de Hong Kong. Ele tornou-se notável pela sua Moção Lobo no Conselho Legislativo, proposto em 1984, durante as negociações entre o Reino Unido e a República Popular da China sobre o futuro de Hong Kong.
Era fluente em português, inglês, cantonês e mandarim.

## Biografia

### Antepassados
O pai de Rogério, Pedro José Lobo (1892-1965), um mestiço luso-descendente de nacionalidade portuguesa, mudou-se de Timor Português para Macau, entre o final do século XIX e início do século XX. Casou-se com Branca Helena Hyndman, a neta do coronel escocês Henry Hyndman, que serviu na Companhia Britânica das Índias Orientais em Bengala e cujo filho Henrique estabeleceu-se em Macau, entre o final do século XVIII e início do século XIX. Pedro José Lobo foi um importante empresário, político, filantropo, funcionário público, músico, dirigente associativo e dinamizador cultural de Macau, que naquela altura era uma colónia portuguesa no Sul da China. Boa parte dos negócios de Pedro José Lobo estavam relacionados com o comércio internacional de ouro em Macau. Por não estar abrangido pelos Acordos de Bretton Woods (1944), Macau tornou-se rapidamente num importante entreposto de importação e exportação livres de ouro no Extremo Oriente. Estes acordos internacionais fixaram as taxas de câmbio, definiram o valor do padrão-ouro e restringiram o comércio mundial de ouro. Vários empresários e grandes capitalistas honcongueses, em associação com Pedro José Lobo, também participaram neste lucrativo comércio, nomeadamente Ho Sin Hang e Cheng Yu Tung.

### Nascimento, estudos e Segunda Guerra Mundial
Rogério Hyndman Lobo nasceu em Macau, em 15 de Setembro de 1923. Na sua terra natal, Rogério estudou na Escola Central, no Seminário de São José e no Liceu de Macau. Concluiu os seus estudos em Hong Kong, no La Salle College, onde o ensino ministrado era em língua inglesa. Não chegou a frequentar curso universitário.
Durante a Segunda Guerra Mundial (1941-1945), devido à conquista de Hong Kong pelos japoneses (1941), Rogério Lobo regressou a Macau.
Confirmada a rendição do Japão em Agosto de 1945, Rogério Lobo e um grupo restrito de companheiros regressaram secretamente a Hong Kong, utilizando dois barcos de pesca e disfarçados de pescadores, com o objectivo de fazer chegar uma carta oficial e secreta do Governo britânico a Franklin Gimson, ex-secretário colonial de Hong Kong e prisioneiro de guerra internado num campo de concentração japonês em Hong Kong. Nesta carta, o Governo britânico mandou Franklin Gimson restabelecer a administração colonial em Hong Kong, agindo como governador provisório, para impedir que a China retome o controlo do território na sequência da rendição do Japão.

### Carreira empresarial
Em Hong Kong, Rogério Lobo iniciou a sua carreira profissional no mundo empresarial, em 1945. Começou a trabalhar no sector do comércio e ajudou nos negócios do seu pai. Em 1954-1955, foi presidente do Junior Chamber of Commerce, uma associação de empresários com menos de 40 anos de idade. Durante muitos anos, foi presidente do P. J. Lobo and Company, Limited. Foi também director de mais de uma dezena de empresas, nomeadamente a Associated Liquor Distributors (HK) Ltd., Hong Kong Macau Hydrofoil Company Ltd. (uma subsidiária da Shun Tak Holdings Ltd. e antecessora do TurboJet), Martell Far East Trading, Johnson and Johnson (Hong Kong) Ltd., Kjeldsen & Co., Ltd. e Seagram Hong Kong and Somec (HK) Ltd.. Entre 1994 e 2015, Roger Lobo foi director não-executivo independente da Shun Tak Holdings Ltd., uma empresa fundada e presidida por Stanley Ho. Durante 3 anos, foi também director não-executivo independente do PCCW Ltd., até 28 de Novembro de 2011, e do HKT Trust and HKT Ltd. (“HKT”), até 8 de Maio de 2014. Em 2014/2015, ele ainda era director não-executivo independente da Melco International Development Ltd. e da Shun Tak Holdings Ltd., director do Johnson & Johnson (Hong Kong) Ltd. e membro do Conselho de Curadores do Business and Professionals Federation of Hong Kong.

### Carreira política, serviço público e filantropia
Rogério foi nomeado membro da Câmara Municipal de Hong Kong, a 1 de abril de 1965, pelo Governador de Hong Kong. Foi também membro do Conselho Executivo entre 1967 e 1985, do Conselho Legislativo entre 1972 e 1985 (sendo membro sénior não-oficial entre 1980 e 1985) e da Câmara Municipal de Hong Kong entre 1965 e 1978, todos eles cargos nomeados pelo Governador.
Num período marcado pela incerteza provocada pelas negociações em curso, envoltas em grande secretismo, entre o Reino Unido (RU) e a República Popular da China (RPC) sobre o futuro de Hong Kong, Rogério Lobo, a 14 de março de 1984, apresentou a famosa Moção Lobo (em inglês:  Lobo Motion) no Conselho Legislativo, cujo conteúdo claro e simples refere o seguinte: 
| “ | Esta Assembleia considera essencial que quaisquer propostas sobre o futuro de Hong Kong devem ser debatidas nesta Assembleia, antes de realizar qualquer acordo definitivo. | ” |

O Governo da RPC, muito desconfiado, achou que a moção era uma interferência desnecessária no processo negocial bilateral entre a RPC e o RU. A moção foi aprovada por unanimidade pelo Conselho Legislativo, com o objectivo de tornar as negociações mais transparentes, para que os cidadãos honcongueses possam ter maior conhecimento sobre o conteúdo concreto do acordo sino-britânico que estava, naquela altura, a ser elaborado nestas negociações. Este acordo viria a ser a Declaração Conjunta Sino-Britânica sobre a Questão de Hong Kong, que foi assinada em 19 de Dezembro de 1984 pelos primeiro-ministros dos governos da RPC e do RU e que determinou a transferência de soberania de Hong Kong para a RPC em 1 de Julho de 1997, acabando assim o domínio colonial britânico sobre Hong Kong.
O seu contributo sobre esta questão crucial não se limitou à Moção Lobo. A título de exemplo, já em 1982, Rogério Lobo, juntamente com Chung Sze-yuen, Lydia Dunn e mais 2 membros do Conselho Executivo, acompanharam o Governador Edward Youde a Londres, com a missão de persuadir a primeira-ministra britânica Margaret Thatcher a tomar em consideração os interesses da população honconguesa nas negociações bilaterais com a RPC sobre o futuro de Hong Kong.
Além da sua carreira política, Rogério Lobo participou em muitos serviços públicos honcongueses, incluindo no Serviço de Assistência Civil (em inglês: Civil Aid Service), do qual tornou-se comissário em 1977; na Autoridade de Radiodifusão de Hong Kong (em inglês: Hong Kong Broadcasting Authority), onde foi seu chefe durante muitos anos; e na Comissão Independente Contra a Corrupção (em inglês: Independent Commission Against Corruption), onde foi presidente do Advisory Comittee entre 1975 e 1985.
Foi também dirigente e/ou membro activo de diversas associações locais, de âmbito social ou filantrópico, nomeadamente a Society for the Deaf, Society for the Blind, Cáritas Hong Kong, The Community Chest of Hong Kong (vice-patrono), The Society of Rehabilitation and Crime Prevention, Hong Kong (vice-patrono) e Vision 2047 Foundation (fundador).
Nunca esquecendo as suas raízes portuguesas, sempre se preocupou com a comunidade portuguesa (ou luso-descendente, ou macaense) radicada em Hong Kong, mostrando-se muitas vezes empenhado em tentar resolver alguns problemas que afectavam esta pequena e cada vez mais envelhecida comunidade minoritária de Hong Kong. A título de exemplo, foi membro do Clube Lusitano, da Associação Portuguesa de Socorros Mútuos, da Portuguese Community Education and Welfare Foundation e da Portuguese Community Schools Inc..

## Casamento e descendência
Rogério Lobo casou-se com Margaret Mary Choa, uma chinesa de Hong Kong, e ambos tiveram dez filhos (cinco homens e cinco mulheres), vinte e oito netos e dezassete bisnetos.

## Prémios e honras
Em 1969, em reconhecimento pelo bom exemplo e serviços prestados à comunidade, a Santa Sé atribui-lhe o grau de Comandante da Ordem de São Gregório Magno. Rogério Lobo foi nomeado Oficial da Ordem do Império Britânico (OBE) em 1972 e Comandante da Ordem do Império Britânico (CBE) em 1978. Em 1982, foi agraciado com o grau de Legum Doctor (honoris causa) pela Universidade de Hong Kong. Em 1984, recebeu o título honorífico britânico de Cavaleiro Celibatário (Sir).